# روشل (ایلینوی)
روشل، ایلینوی (به انگلیسی: Rochelle, Illinois) یک شهر در ایالات متحده آمریکا با جمعیت ۹٬۵۷۴ نفر است که در ایلی‌نوی واقع شده‌است.

## موقعیت جغرافیایی
موقعیت جغرافیایی شهرها و مناطق اطراف به شرح زیر است: